# Chińska Biblioteka Narodowa
Chińska Biblioteka Narodowa (chiń. upr. 中国国家图书馆; chiń. trad. 中國國家圖書館; pinyin Zhōngguó Guójiā Túshūguǎn) – chińska biblioteka narodowa, znajdująca się w Pekinie. Jest największą biblioteką w Azji.

## Historia
Utworzona przez rząd cesarski jako biblioteka stołeczna w 1909 roku, formalnie ogólnodostępna od upadku monarchii w 1912 roku. W 1916 roku otrzymała status biblioteki narodowej i od tego czasu przysyłany jest do niej egzemplarz obowiązkowy każdej wydanej w Chinach publikacji. W 1928 roku zmieniono jej nazwę na Narodowa Biblioteka Pekińska, zaś po utworzeniu ChRL w 1949 roku na Biblioteka Pekińska. Obecną nazwę nosi od 1998 roku. W tym samym roku biblioteka przeniosła się do nowo wybudowanego kompleksu 13 budynków w pobliżu parku Zizhuyuan.
Ze względu na niewystarczającą powierzchnię starej czytelni ChBN, w latach 2004–2008 kosztem 1,2 bilionów renminbi wzniesiono nowy gmach. Zajmujący 80 000 m² budynek zaprojektowany został w kształcie książki, w jego wnętrzu znajduje się 2900 stanowisk siedzących, 460 komputerów dla czytelników oraz bezprzewodowy Internet. Dzięki powstaniu nowego budynku łączna powierzchnia kompleksu Chińskiej Biblioteki Narodowej wzrosła do 250 000 m², co czyni ją trzecią co do wielkości biblioteką świata.

## Zbiory
Do najcenniejszych zbiorów Chińskiej Biblioteki Narodowej należą kości wróżebne z inskrypcjami pochodzące z okresu dynastii Shang, buddyjskie manuskrypty z Dunhuangu, księgi z czasów dynastii Song i Yuan, woluminy Encyklopedii Yongle i Siku Quanshu. W bibliotece znajdują się książki w ponad 80 obcych językach i 20 językach chińskich mniejszości narodowych, a także 2000 tytułów prasowych wydanych w Chinach po 1949 roku oraz 10 000 tytułów prasy zagranicznej. W 2008 roku zbiory biblioteki liczyły łącznie 26 310 000 jednostek.